# مخملک
مخملک یا گُل اَفشان (به انگلیسی: scarlet fever) یک بیماری مُسری و عفونی است که در دوره کودکی (بین ۳ تا ۷ سالگی) (سن کودکستانی) و در فصول سرد بیشتر دیده می‌شود. عامل این بیماری استرپتوکوک بتا همولیتیک A است.

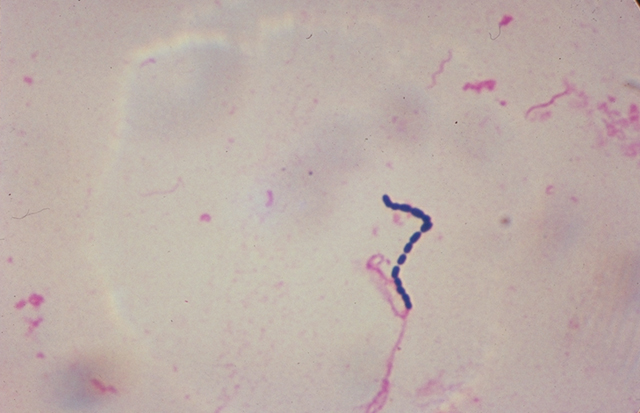
تصویر باکتری استرپتوکوک

باکتری استرپتوکوک در گلوی فرد تجمع و تکثیر می‌یابد و با ترشح نوعی سم یا اگزوتوکسین موجب پیدایش واکنش پوستی و بروز ضایعاتی روی پوست بدن می‌شود.

## علایم بیماری
علایم مخملک معمولاً با سوزش و درد گلو، تب ۳۸ درجه سانتیگراد یا بالاتر شروع می‌شود.
در ابتدای بیماری، روی زبان کودک بیمار پوشش سفید یا زرد کم رنگ پیدا می‌شود که مدتی بعد ممکن است به رنگ قرمز درآید. برجستگی‌ها و پرزهای زبان ممکن است بزرگتر از حالت طبیعی شوند که در این حالت زبان به شکل توت فرنگی در می‌آید و این علامت مهم در مخملک به «زبان توت فرنگی» موسوم است.
لوزه‌های کودک نیز ممکن است باردار شده و قرمز و متورم به نظر برسد. صورت بیمار قرمز و برافروخته می‌شود در حالیکه اطراف دهان او بیرنگ و سفید است. سایر علائم عمومی در این بیماری لرز، درد، کاهش اشتها، متورم شدن غدد لنفاوی، بیقراری و ناخوشی، تهوع و استفراغ و خارش در نقاط بدن می‌باشد.
ضایعات پوستی معمولاً روز دوم بیماری ظاهر می‌شود و حدود ۲ تا ۵ روز طول می‌کشد تا از بین برود. بثورات به شکل لکه‌های کوچک برجسته (راش) است که از ناحیه زیر بغل، گردن، پشت گوش و سینه شروع می‌شود و سپس سر تا سر بدن را فرا می‌گیرد. معمولاً خارش دار است. گاهی این بثورات یا راش‌ها در ساعد، قسمت داخلی آرنج و کشاله ران به شکل خطوط در می‌آیند که به آن Pastia lines می‌گویند. در هفته دوم بیماری همراه با ناپدید شدن بثورات، پوست کودک بخصوص در ناحیه دست‌ها، پاها و کشاله ران شروع به پوسته ریزی می‌کند. (مرحله پوسته ریزی) ابتلا به مخملک در کودکان شیرخوار نادر است. در صورت عدم درمان عوارض کلیوی، گوشی، چرکی و قلبی محتمل است. اشکال خفیف مخملک گاهی باعث اشتباه در تشخیص می‌شود، البته در این حالت خطر سرایت آن زیادتر است زیرا بیمار درمان نمی‌شود. بثورات پوستی مخملک به خودی خود مسری و واگیردار نیستند اما استرپتوکوک موجود در حلق می‌تواند انتشار یابد و به فرد دیگری منتقل شود.
۲۴ ساعت بعد از دریافت اولین دوزآنتی بیوتیک بیماری دیگر مسری نیست.
اگر سایر اعضای خانواده دچار سوزش گلو شدند باید از نظر ابتلا به مخملک معاینه شوند حتی اگر ضایعات پوستی نداشته باشند.

## عامل مخملک چیست؟[۴]
باکتری‌های گروه A مسئول بسیاری از عفونتها از جمله گلودرد استرپتوکوکی و عفونتهای پوستی هستند. باکتری‌های متعلق به سویه استرپتوکوک گروه A که باعث مخملک می‌شوند، سمی تولید می‌کنند که مسئول بثورات و قرمزی زبان است که ویژگی‌های منحصر به فرد این بیماری است.
از طریق تماس با فرد مبتلا، به باکتری گروه A مبتلا می‌شوید. این باکتری همچنین می‌تواند از طریق قطرات عفونی به هنگام سرفه یا عطسه فرد آلوده در هوا حرکت کند و سپس از طریق لمس وسایل آلوده و سپس تماس با دهان، چشم یا بینی باعث عفونت می‌شود.
این بیماری در شرایط ازدحام جمعیت بیشتر گسترش می‌یابد. شستن دستها میتواند از انتشار جلوگیری کند. کودکان تا دو روز پس از مصرف آنتی بیوتیک همچنان ناقل هستند.

## تشخیص و درمان

جوش خشک دانه‌ای در مخملک.

تشخیص بیماری مخملک کلینیکی است ولی از نظر آزمایشگاهی لکوسیتوز، افزایش ESR، افزایش تیتر آنتی استرپتولیزین A دیده می‌شود. همچنین می‌توان از حلق بیمار نمونه‌گیری شده و برای کشت فرستاده شود. برای نمونه‌گیری از سواپ (یک چوب مخصوص و نازک که سر آن مقداری پنبه قرار داده شده) استفاده می‌شود. در صورت درمان، بهبودی سریع خواهد بود، اگر چه راش‌ها ممکن است برای چندین روز باقی بماند. چندین هفته نیز ممکن است طول بکشد تا تورم لوزه‌ها و غدد لنفاوی به شکل عادی برگردد. درمان با آنتی‌بیوتیکها از جمله پنی سیلین می‌باشد. در موارد حساسیت به پنی سیلین می‌توان از اریترومایسین استفاده کرد.
اگر هر نوع عفونت استرپتوکوکی بدون درمان بماند، ممکن است موجب عوارض جدی مانند آبسه لوزه‌ها، تب روماتیسمی و مشکلات قلبی، کلیوی، پوستی شود که از عوارض دیررس مخملک بدون درمان است.